# Comamonas phosphati
Comamonas phosphati es una especie de bacteria gramnegativa del género Comamonas. Fue descrita en el año 2016. Su etimología hace referencia a fosfato. Es anaerobia facultativa y móvil por flagelo polar. Tiene un tamaño de 0,4-0,7 μm de ancho por 0,9-1,5 μm de largo. Forma colonias circulares y semitransparentes en agar LB tras 2 días de incubación. Temperatura de crecimiento entre 4-35 °C, óptima de 30 °C. Es sensible a cloranfenicol, eritromicina, kanamicina, neomicina, norfloxacino y ciprofloxacino. Resistente a los antibióticos: penicilina, novobiocina, vancomicina y rifampicina. Se ha aislado de polvo de rocas de fosfato de una mina en China. 